# Spada di Gōujiàn

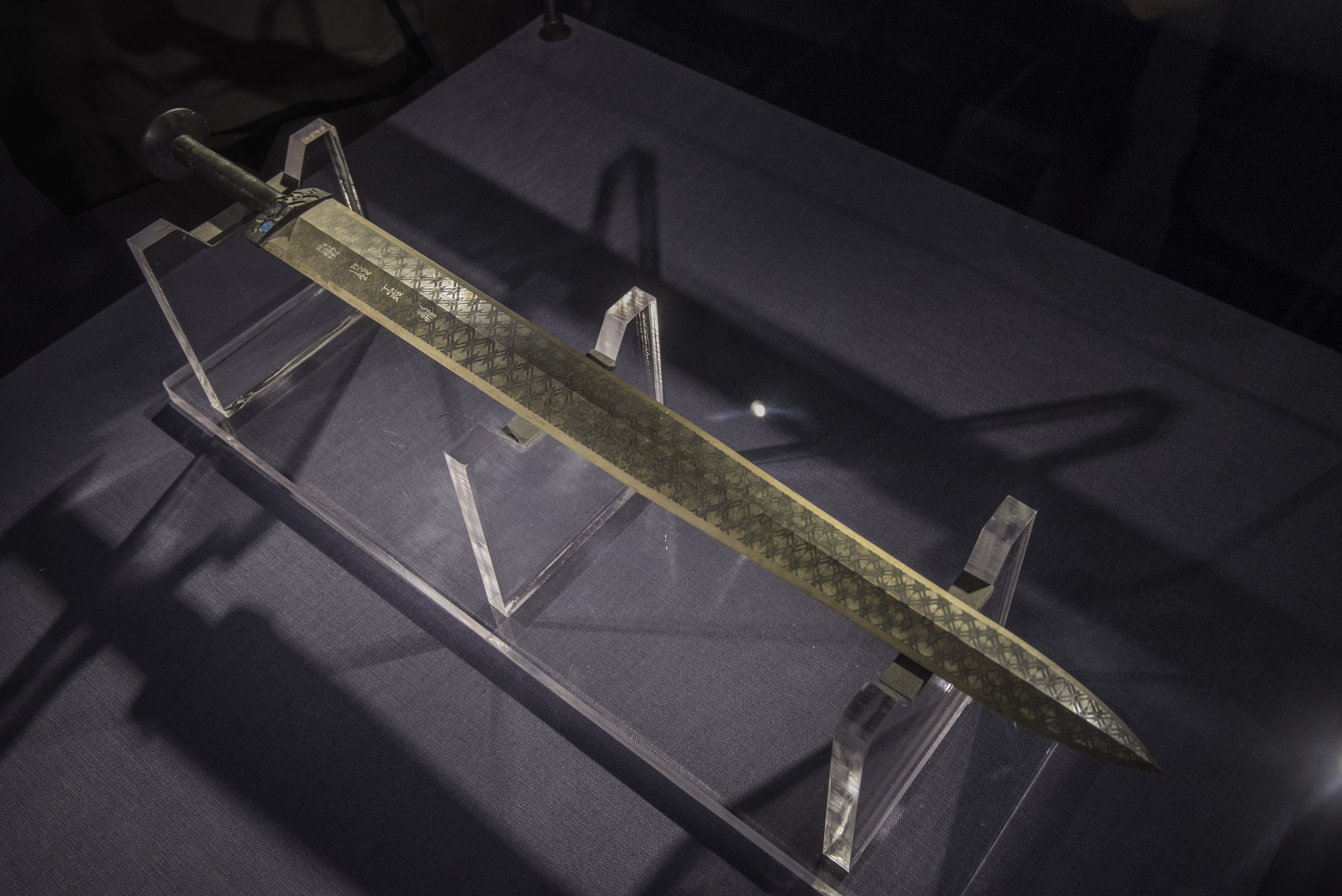
La spada esposta al Museo Provinciale dello Hubei

La spada di Gōujiàn (越王勾践剑T, Yuèwáng Gōujiàn jiànP) è un manufatto archeologico risalente al periodo delle primavere e degli autunni, rinvenuto nel 1965 nella provincia cinese dello Hebei; si tratta di una spada in bronzo, che prende il nome da Gōujiàn, re di Yue fra il 496 a.C. e il 465 a.C.

## Scoperta

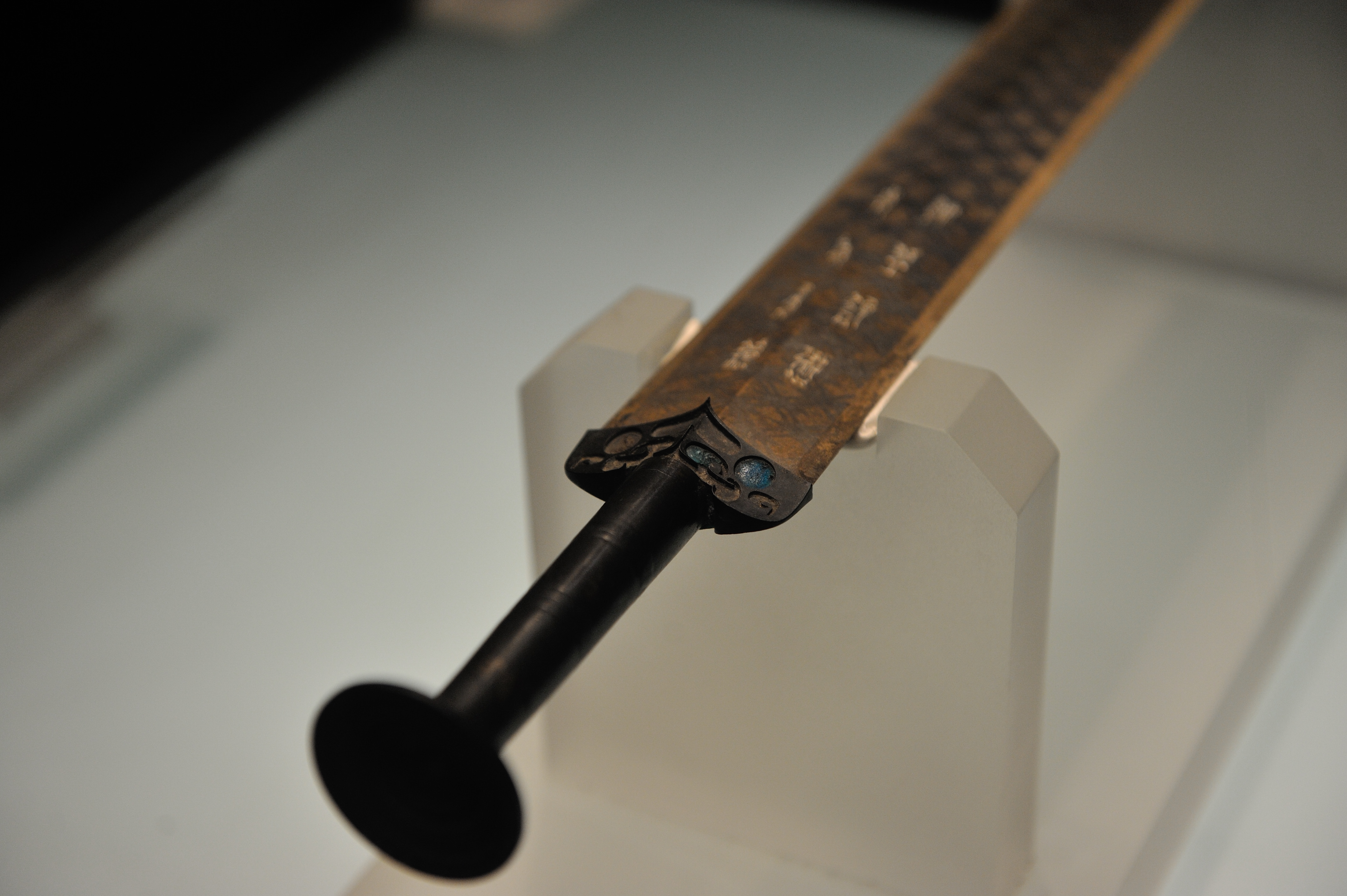
Dettaglio dell'impugnatura

La spada è stata rinvenuta nel dicembre 1965, durante un rilievo archeologico effettuato 7 km a sud delle rovine di Jinan (oggi Jingzhou), l'antica capitale del regno Chu. In tale occasione, gli archeologi scoprirono un complesso di cinquanta tombe (chiamato Jiangling Wangshan), dentro le quali trovarono oltre duemila artefatti: tra questi anche la spada, rinvenuta nel suo fodero, all'interno di una scatola di legno chiusa ermeticamente, nei pressi di uno scheletro.
La lama è stata trovata in condizioni perfette, senza tracce di ossidazione nonostante l'umidità e il tempo, e ancora affilata.

## Descrizione

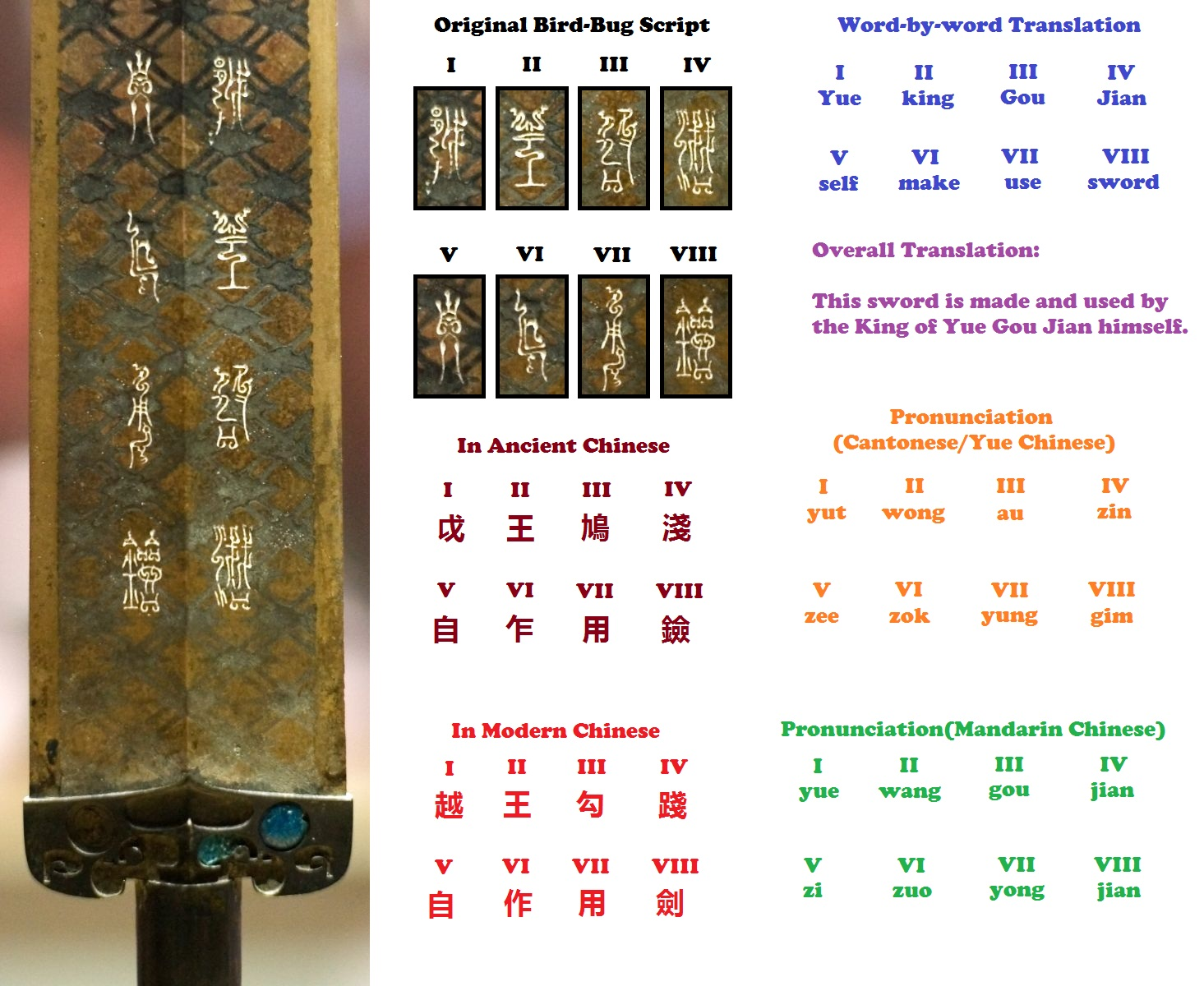
Dettaglio e spiegazione delle iscrizioni sulla spada

La spada, pesante 875 grammi, è una classica Jian, ossia una spada diritta a due lame, sebbene un po' più corta rispetto ad altri artefatti simili: è lunga 55,7 centimetri, di cui 8,4 di elsa. La lama, che è larga 4,6 centimetri alla base, presenta un'incisione a motivi romboidali su ambo le facce, mentre nell'elsa sono incastonati turchesi e cristalli azzurri. La manica dell'elsa è avvolta da un tessuto di seta, mentre il pomolo è composto da undici cerchi concentrici.
È composta prevalentemente di bronzo, con percentuali di rame, ferro, piombo e zolfo; il rame, presente in grande quantità, accentua la flessibilità della lama, mentre lo zolfo funge da antiossidante e antiruggine; le estremità sono invece realizzate in stagno, il che le rende più dure e ne previene la perdita del filo.

### Iscrizione
Su una faccia della lama, vicino all'impugnatura, è presente un'iscrizione di otto ideogrammi in cinese antico, realizzati in uno stile di scrittura molto difficile da leggere, noto come 鸟虫文T, lett. "Vermi e uccelli". La prima analisi della spada ha permesso di decifrare sei degli otto ideogrammi, quelli corrispondenti ai testi "re di Yue" (越王S) e "ha fatto questa spada per il suo uso personale" (自作用剑S); i restanti due ideogrammi, che riportavano il nome di tale re, sono stati decifrati dopo due mesi, permettendo di identificare il re come Gōujiàn.